# Лиманська (зупинний пункт, Одеська залізниця)
Лима́нська — пасажирський залізничний зупинний пункт Одеської дирекції Одеської залізниці на лінії Одеса-Застава I — Арциз між станцією Кароліна-Бугаз (3 км) та зупинною платформою Морська (1,5 км). Розташований у селищі Затока Білгород-Дністровського району Одеської області.

## Пасажирське сполучення
До 26 квітня 2022 року на платформі Лиманська зупинялися приміські електропоїзди сполученням Одеса — Білгород-Дністровський. Наразі рух приміських електропоїздів з Одеси тимчасово обмежено до станції Кароліна-Бугаз, яка є кінцевою через пошкодження підйомного мосту у Затоці, внаслідок ракетних ударів по інфраструктурі російськими окупантами.
Влітку 2016 року призначалися додаткові чотири електропоїзди у напрямку Одеса — Білгород-Дністровський. Таким чином, з Одеси до курортних містечок Білгород-Дністровського району курсувало 9 пар електропоїздів, зокрема 4 пари пришвидшених з мінімальною кількістю зупинок на найбільш популярних станціях та зупинних пунктах, а саме таких як Студентська, Нагірна, Кароліна-Бугаз, Лиманська, Морська, Сонячна, Бугаз, що дозволило пришвидшеним поїздам скоротити тривалість часу в дорозі на 30-48 хвилин у порівнянні з поїздами, що курсували з усіма зупинками. При цьому вартість проїзду залишалася як для звичайного приміського електропоїзда.
Платформа розташована у мальовничій місцевості на косі, що омивається з однієї сторони Чорним морем, а з іншої — Дністровським лиманом. Поруч знаходяться піщані пляжі Затоки, сучасні бази відпочинку («Робінзон», «Веселі пташки», «Камілла»), Луна-парк, кінотеатр, а також численні приватні котеджі і дачі, що пропонуються відпочиваючим.

## Галерея

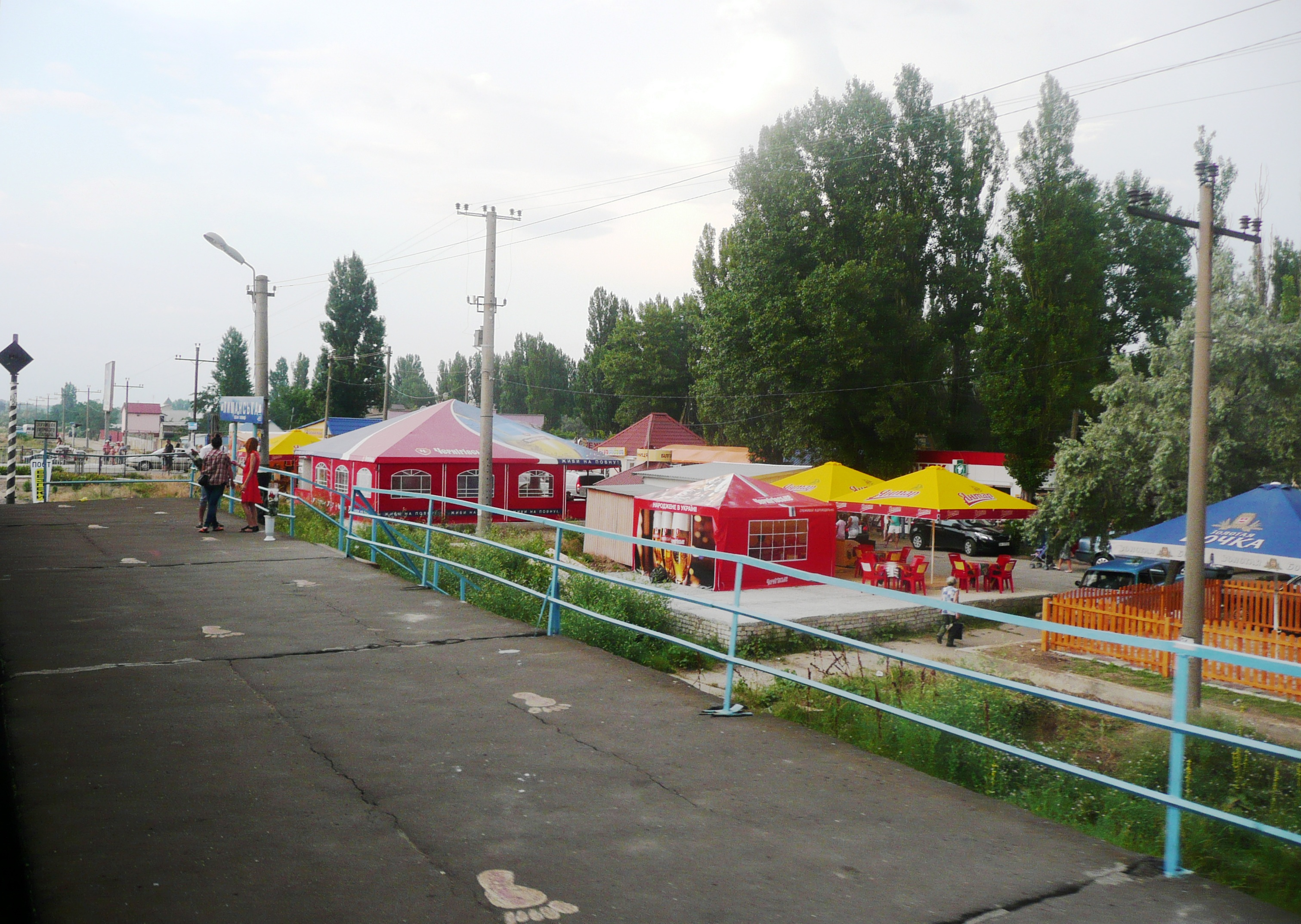
Платформа Лиманська (червень 2013)
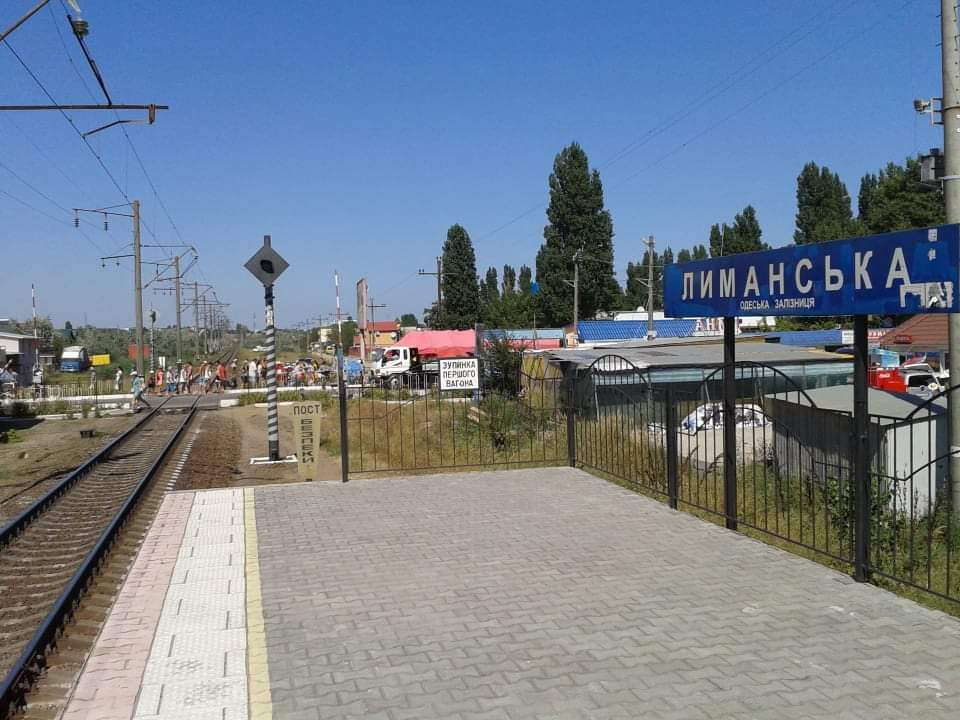
Краєвид із платформи у напрямку Одеси (2019)